# التهاب البانستيت
التهاب البانستيت أو مرض الدهون الصفراء، هو حالة فسيولوجية تصبح فيها دهون الجسم ملتهبة.

## العروض
تم العثور على هذه الحالة في القطط والأسماك والقرن ة والرامس والتماسيح النيلية، piscivores مثل ثعالب الماء،     (الغاق طائر مائي) cormorants، بيل الصيد البوم ونسور الأسماك. كما يوجد هذا الاضطراب بانتظام في الحيوانات التي تربى على الأسماك المرتفعة، مثل المنك والخنازير والدواجن. ويظهر على أنه تصلب المطاط مثل من احتياطيات الدهون التي تصبح بعد ذلك غير متوفرة لعملية التمثيل الغذائي العادي، مما أدى إلى ألم شديد، وفقدان القدرة على الحركة والموت. 

## الأسباب
ويعتقد أن الناجمة عن أي أو مجموعة من عدد من العوامل التي تشمل:
• نقص فيتامين 
• التسمم بالكُيَيْسات
• المعادن الثقيلة وغيرها من الملوثات مثل الـ دي.دي.تي DDT، وثنائي الفينيلPCBs ثنائي الفينيل الكلورPCDDs ، ومثبطات اللهب المبرومة. 
• ابتلاع الحيوانات المصابة
• مسببات الأمراض حتى الآن غير معروف

## الحوادث
في عام 2008 حوالي 170 حالة وفاة التماسيح في خانق Olifants على Olifants، وفي أنهار ليتابا في الجزء الشرقي من حديقة كروغر الوطنية في جنوب أفريقيا، نبهت الحراس والباحثين إلى مشكلة قد تصل في نهاية المطاف إلى أبعاد وبائية. وقد أصبحت سمك السلور الميّت والمتوفي المنقّف من القاع كلارياس غاريبينوس الذي تناول الملوثات السامة مثل المعادن الثقيلة، مصدراً سهلاً للغذاء للتماسيح، مع ما نتج عن ذلك من نقل للسموم. مع بداية فصل الشتاء وانخفاض درجات الحرارة، ويتحول التمثيل الغذائي إلى احتياطيات الدهون، في ذلك الوقت الوفيات الذروة. هذه السموم خاصة هي من الروافد العليا من النهر، ونشأت من مجمع الصناعية والتعدين في منطقة ويتبانك وميدلبورغ. في وقت سابق، في عام 2007، في سد لوسكوب، أعلى في نهر Olifants، ارتبطت وفيات التماسيح إلى وفاة جماعية من الأسماك بعد تلوث مياه الصرف الصحي تسبب تزهر البكتيريا السماوية. وقد استهلكت التماسيح المتضررة كتلا من الأسماك النافقة والقاتلة. تزهر البكتيريا السيانوية (Anabaena spp.) شائعة في المياه الراكدة للسدود، ولكن لا تحدث في مياه الأنهار المتدفقة. ارتفاع معدل الوفيات الخريفية بين الهدور المهاجر والناجم عن تزهر البكتيريا السيانوية، وينظر بانتظام في الحجز اتلاف في خليج تشيسابيك في الولايات المتحدة. 
تم بناء سد ماسينغير في موزمبيق، والمصب مباشرة لخانق الأوليفانتس، في السبعينيات، ولكن الحرب الأهلية في البلاد أخرت تركيب بوابات الفتحات. وقد تم رفع جدار السد وتركيب بوابات التصريف في عام 2006، مما تسبب في عودة الرواسب إلى ممر Olifants الذي يبلغ طوله 8 كيلومترات.